# TV Klan
TV Klan (Televizioni Klan) — албанський комерційний телеканал, штаб-квартира якого знаходиться у Тирані. Почав мовлення у жовтні 1997 року.
Телеканал широко відомий своїм давнім політичним шоу «Думка» організовано Blendi Fevziu і розважальними програмами (Kangt e Shekullit, Maratona e Kangs, Popullore Qytetare, Porta e Fatit). Також на TV Klan транслюються музичні шоу, зокрема, албанський X Factor.